# All Over the World
Singles de Electric Light Orchestra
Xanadu
(1980) Don't Walk Away
(1980)
Pistes de Xanadu
Don't Walk Away Xanadu
All Over the World est une chanson d'Electric Light Orchestra tirée de l'album Xanadu, bande originale du film du même nom, sorti en 1980. Troisième single tiré de l'album, après I'm Alive et Xanadu, elle s'est classée 11e au Royaume-Uni et 13e aux États-Unis.
Elle fut utilisée pour la bande-annonce du film Paul, ainsi que durant la fin du film et le générique final.